# Gwiazda 1914–15
Gwiazda 1914–15 (ang. 1914–15 Star) – brytyjska gwiazda ustanowiona w 1918, przyznawana za służbę pomiędzy 5 sierpnia 1914 i 31 grudnia 1915.

## Zasady nadawania
Personel, który był uprawniony do otrzymania 1914 Star, nie mógł otrzymać tej gwiazdy. Odznaczenie było nadawane imiennie, ze szczegółami dotyczącymi odznaczonego, umieszczonymi na rewersie. Wszyscy odznaczeni otrzymywali również British War Medal i Victory Medal.

## Opis
Brązowa polerowana czteroramienna gwiazda, 50 mm wysokości i 45 mm szerokości.
Awers: na górnym ramieniu gwiazdy królewska korona, w środku skrzyżowane miecze otoczone wieńcem z liści laurowych i inskrypcją 1914–1915 na zwoju.
Rewers: wygrawerowany stopień, nazwisko i oddział nagrodzonego.
Nadano około 2 366 000 tych medali, z tego 283 500 dla Królewskiej Marynarki i 71 500 dla personelu kanadyjskiego.